# Christus Dominus
Christus Dominus est le décret de l'Église catholique relatif à la charge pastorale des évêques dans l'Église, issu du IIe concile œcuménique du Vatican. Il est approuvé par un vote favorable de 2 319 voix et 2 contre par l'assemblée des évêques et est promulgué par Paul VI le 28 octobre 1965. Le titre latin signifie « le Christ seigneur » ; il est extrait de la première ligne du décret, comme le veut l'usage des écrits de l'Église catholique.

## Collège apostolique
Le rôle des évêques de l'Église existe dans le renouvellement, en particulier quand il est vu collectivement, de l'importance d'un collège qui succède à celui des apôtres dans l'enseignement et la direction de l'Église. Ce collège n'existe pas sans avoir, à sa tête, le successeur de saint Pierre.

« De notre temps surtout, il n’est pas rare que les évêques ne puissent accomplir leur charge convenablement et avec fruit, s’ils ne réalisent pas avec les autres évêques une concorde chaque jour plus étroite et une action plus coordonnée. Les conférences épiscopales, établies déjà dans plusieurs pays, ont donné des preuves remarquables de fécondité apostolique ; aussi le saint Concile estime-t-il tout à fait opportun qu’en tous lieux les évêques d’une même nation ou d’une même région constituent une seule assemblée et qu’ils se réunissent à dates fixes pour mettre en commun les lumières de leur prudente expérience. Ainsi la confrontation des idées permettra-t-elle de réaliser une sainte harmonie des forces en vue du bien commun des Églises. »

— Christus Dominus, chapitre 37

## Note préliminaire
En conséquence, certains se sont plaints que le Concile donne à l'Église deux responsables terrestres séparés : le Collège des évêques et le pape, réclamations qui sont consignées dans les notes explicatives et préliminaires ajoutées à la Constitution dogmatique sur l'Église, Lumen Gentium, et imprimées à la fin du texte.

« Du collège, qui n’existe pas sans son chef, on dit : « qu’il est aussi sujet du pouvoir suprême et plénier dans l’Église universelle ». Il faut admettre nécessairement cela pour ne pas mettre en question la plénitude du pouvoir du Pontife romain. En effet le collège s’entend nécessairement et toujours avec son chef, qui dans le collège garde intégralement sa charge de vicaire du Christ et de pasteur de l’Église universelle. »

## Conférences épiscopales
Dans beaucoup de pays, les évêques tenaient déjà des conférences régulières pour aborder des questions communes. Le Conseil exige l'installation de telles conférences épiscopales, leur confiant la responsabilité de l'adaptation nécessaire aux conditions locales des normes générales. Certaines décisions des conférences ont un caractère obligatoire pour les simples évêques et leurs diocèses, mais uniquement si elles sont adoptées par une majorité de deux tiers et confirmées par le Saint-Siège.
Des conférences régionales, telles que le CELAM existent pour aider à la promotion de l'action commune à un niveau régional ou continental, mais sans avoir le même pouvoir législatif.

## Controverse
Après la publication de Humanae Vitae en 1968, quelques problèmes sont apparus avec la notion de collégialité mise en avant dans le texte. Le fait que certaines conférences épiscopales pouvaient se rebeller ouvertement contre le pape aurait été impensable durant le pontificat Pie XII. Des membres importants de la Curie romaine ont déploré le fait que les dirigeants de conférences devaient se comporter comme s'ils étaient des papes locaux. Cette réclamation est notamment fondée sur le rapport Ratzinger de 1985, séries d'entretiens où le Cardinal Joseph Ratzinger déplore le manque de structures, d'organisation et de coordination entre Rome et les assemblées locales des Évêques Catholiques.

## Contenu
Les chiffres correspondent aux chapitres :
1. Préambule (1-3)
2. Chapitre premier : Les évêques et l’Église universelle (4-10)
  1. Rôle des évêques à l’égard de l’Église universelle (4-7)
  2. Les évêques et le Siège apostolique (8-10)
3. Chapitre II : Les évêques et les Églises particulières ou diocèses (11-35)
  1. Les évêques diocésains (11-21)
  2. La délimitation des diocèses (22-24)
  3. Les évêques coadjuteurs et auxiliaires (25-35)
    1. Les coopérateurs de l’évêque diocésain dans la charge pastorale (25-26)
    2. La curie et les conseils diocésains (27)
    3. Le clergé diocésain (28-32)
    4. Les religieux (33-35)
4. Chapitre III : Coopération des évêques au bien commun de plusieurs Églises (36-43)
  1. Synodes, conciles et principalement conférences épiscopales (36-38)
  2. Délimitation des provinces ecclésiastiques et érection de régions ecclésiastiques (39-41)
  3. Les évêques qui exercent des fonctions interdiocésaines (42-43)
5. Prescription générale (44)